# Orectochilus vitalisi
Orectochilus vitalisi is een keversoort uit de familie van schrijvertjes (Gyrinidae). De wetenschappelijke naam van de soort is voor het eerst geldig gepubliceerd in 1923 door Peschet.